# 維什尼夫奇克 (利維夫州)
49°41′50″N 24°44′47″E / 49.69722°N 24.74639°E
維什尼夫奇克（烏克蘭語：Вишнівчик），是烏克蘭西部的村莊，隸屬利維夫州的利維夫區。該村始建於1443年，面積3.61平方公里，海拔高度327米，2015年人口348，人口密度每平方公里157.06人。